# 乗車
| ウィキペディアには「乗車」という見出しの百科事典記事はありません（タイトルに「乗車」を含むページの一覧/「乗車」で始まるページの一覧）。 代わりにウィクショナリーのページ「乗車」が役に立つかもしれません。 |